# Hiéroglyphe égyptien A46
Le hiéroglyphe égyptien A46 (pharaon assis portant la couronne decheret et le flagellum), est classifié dans la section A « L'Homme et ses occupations » de la liste de Gardiner ; il y est noté A46.

## Représentation
Il représente un pharaon assis, portant la couronne rouge de Basse-Égypte dšrt (S3)
| et tenant le flagellum nḫḫ (S45). Il est translittéré bjty. |

## Utilisation
| A45 |

| A45 |

il a donc les mêmes usages.
| bit · t | A46 |

| bit · t | A46 |

C'est un déterminatif de termes désignant un monarque.